# سیارک ۱۱۱۲۴
سیارک ۱۱۱۲۴ (به انگلیسی: 11124 Mikulasek، نامگذاری:1996TR9) یازده هزار و صد و بیست و چهارمین سیارک کشف شده‌است که در ۱۴ اکتبر ۱۹۹۶ کشف شد.
قدر مطلق سیارک برابر ۱۴٫۶۰ است.